# Emily Webley-Smith
Emily Webley-Smith (ur. 14 lipca 1984 w Bristolu) – brytyjska tenisistka.
Tenisistka występująca głównie w turniejach rangi ITF. Zadebiutowała w 1999 roku, dzięki dzikiej karcie, w kwalifikacjach do imprezach ITF w Welwyn, ale przegrała 0:6, 0:6 już w pierwszej rundzie. W 2000 roku udanie przeszła kwalifikacje do podobnego turnieju w Felixstowe i po raz pierwszy w karierze zagrała w turnieju głównym, w którym przegrała jednak w pierwszym meczu z rodaczką Jane O'Donoghue. W następnym roku, też jako kwalifikantka, dotarła do ćwierćfinału imprezy w Jersey, przegrywając mecz ćwierćfinałowy z Anne Keothavong.
W 2002 roku otrzymała od organizatorów dziką kartę i wystąpiła w turnieju kwalifikacyjnym do Wimbledonu. Zagrała jeden mecz i odpadła w pierwszej rundzie. W następnym roku, na tych samych zasadach, zagrała w kwalifikacjach tego samego turnieju z identycznym skutkiem. W tym samym roku pięciokrotnie osiągnęła ćwierćfinały grze singlowej w turniejach ITF. W 2004 roku otrzymała dziką kartę bezpośrednio do turnieju głównego w Wimbledonie i odniosła swój największy sukces w karierze, pokonując w pierwszej rundzie Severine Beltrame; w drugiej przegrała z Amy Frazier.
W karierze wygrała cztery turnieje w grze singlowej i dwadzieścia siedem w grze deblowej rangi ITF.

## Wygrane turnieje rangi ITF
| turnieje z pulą nagród 100 000 $ |
| turnieje z pulą nagród 75 000 $  |
| turnieje z pulą nagród 50 000 $  |
| turnieje z pulą nagród 25 000 $  |
| turnieje z pulą nagród 15 000 $  |
| turnieje z pulą nagród 10 000 $  |

### Gra pojedyncza
|    | Data       | Turniej        | Kat. | ($)    | Naw.   | Finalistka                | Wynik            |
| 1. | 15/03/2009 | Las Palmas     | ITF  | 10 000 | twarda | Jelena Czałowa            | 6:0, 7:6         |
| 2. | 09/08/2009 | Nowe Delhi     | ITF  | 10 000 | twarda | Aleksandra Koleszniczenko | 6:1, 6:1         |
| 3. | 30/03/2014 | Szarm el-Szejk | ITF  | 10 000 | twarda | Jewgienija Paszkowa       | 7:6(7), 0:6, 6:4 |
| 4. | 26/02/2017 | Szarm el-Szejk | ITF  | 15 000 | twarda | Julia Terziyska           | 6:3, 6:4         |